# Ndwandwe
Die Ndwandwe (auch: Nxumalo) waren eine Gruppe der Nguni, die im Nordosten Südafrikas lebte. Nach der Eroberung durch den Zuluherrscher Shaka wanderten einige Teilgruppen Richtung Norden, während andere Teil des Zuluvolkes wurden.

## Geschichte
Die Ndwandwe lebten zum Beginn des 19. Jahrhunderts um die heutige Stadt Nongoma. Zusammen mit den weiter südlich lebenden Mthethwa waren sie ein wichtiger Machtfaktor im heutigen Zululand. Nach einem Feldzug gegen die Amangwane begann etwa um 1816 die Zeit der Mfecane, in der zahlreiche Ethnien aus ihren angestammten Gebieten vertrieben wurden. Unter der Herrschaft von König Zwide kaLanga besiegten die Ndwandwe die Mthethwa unter deren Anführer Dingiswayo, der dabei ums Leben kam. Das Machtvakuum wurde von Shaka und seiner damals noch kleinen Zulu-Gruppe gefüllt.
Für seinen anschließenden Kampf gegen die Ndwandwe sammelte Shaka die Überreste der Mthethwa und anderer Stämme und konnte sich 1818 in der „Schlacht von Gqokli Hill“ gegen die Ndwandwe-Krieger behaupten. Die zahlenmäßig weit überlegenen Ndwandwe standen unter dem Kommando von Zwides Sohn Nomahlanjana; 7500 ihrer Soldaten wurden getötet, während Shaka 2000 Soldaten verlor. 1819 unternahm Zwide einen Feldzug gegen die Zulu. Shaka ließ die Ndwandwe in sein Gebiet einmarschieren und antwortete mit einer Guerillataktik. Wegen fehlenden Materials mussten die Ndwandwe schließlich Anfang 1820 heimkehren. Als sie den Fluss Mhlatuze überquerten, wurde die Armee aufgespalten und in der „Schlacht am Mhlatuze River“ geschlagen. Soldaten aus Shakas Heer drangen zu Zwide vor und sangen Siegeslieder. Zwide näherte sich ihnen und wurde getötet.
Die Niederlage führte zur Auflösung der Ndwandwe-Nation, weil Zwides Söhne einzelne Gruppen der Ndwandwe nordwärts führten. Eine dieser Gruppen, unter Soshongane, bildete das Gaza-Reich im Süden des heutigen Mosambik, während ein anderer Zweig unter Zwangendaba sich als waNgoni im heutigen Malawi niederließ. Weitere Ndwandwe-Gruppen siedelten in den heutigen Staaten Eswatini und Sambia.

## Sonstiges
Die Ndwandwe spielen auch bei den Swasi eine Rolle. So hießen mehrere Ndlovukati (Königinmutter, wörtl. „Elefantin“) des Königs der Swasi, Sobhuza II., Ndwandwe. Phila Portia Ndwandwe war eine Widerstandskämpferin gegen die Apartheid in Südafrika. Sie war Kommandeurin im militanten Umkhonto we Sizwe. 1988 wurde sie von südafrikanischen Polizisten aus Eswatini entführt und in Südafrika ermordet. Erst durch die Arbeit der Wahrheits- und Versöhnungskommission wurden die Schuldigen der Öffentlichkeit bekannt.